# K-League de 1987
A Korean Super League 1987 foi a quinta edição da principal divisão de futebol na Coreia do Sul, a K-League. A liga começou em março e terminou em novembro de 1987.
cinco times participaram da liga, pela primeira vez todos profissionais: (Yukong Elephants, Daewoo Royals, POSCO Dolphins, Lucky-Goldstar Hwangso, Hyundai Horang-i). O Hanil Bank FC abandonou a liga nesta temmporada.

## Classificação final
| Pos | Time                   | Pts | JG | V  | E  | D  | GM | GS | SG  | Notas   |
| --- | ---------------------- | --- | -- | -- | -- | -- | -- | -- | --- | ------- |
| 1.  | Daewoo Royals          | 46  | 32 | 16 | 14 | 2  | 41 | 20 | +21 | Campeão |
| 2.  | POSCO Atoms            | 40  | 32 | 16 | 8  | 8  | 64 | 41 | +23 |         |
| 3.  | Yukong Elephants       | 27  | 32 | 9  | 9  | 14 | 34 | 43 | -9  |         |
| 4.  | Hyundai Horang-i       | 26  | 32 | 7  | 12 | 13 | 34 | 40 | -6  |         |
| 5.  | Lucky-Goldstar Hwangso | 21  | 32 | 7  | 7  | 18 | 26 | 55 | -29 |         |

## Artilheiros
| Rank        | Jogador        | Clube                  | Gols | Jogos |
| ----------- | -------------- | ---------------------- | ---- | ----- |
| 1           | Choi Sang-Kuk  | POSCO Atoms            | 15   | 30    |
| 2           | Lee Heung-Sil  | POSCO Atoms            | 12   | 29    |
| 2           | Noh Soo-Jin    | Yukong Elephants       | 12   | 30    |
| 4           | Kim Joo-Sung   | Daewoo Royals          | 10   | 28    |
| 5           | Kim Hong-Woon  | POSCO Atoms            | 9    | 26    |
| 6           | Lee Sang-Cheol | Hyundai Horang-i       | 8    | 28    |
| 7           | Park Hang-Seo  | Lucky-Goldstar Hwangso | 7    | 28    |
| 8           | 3 jogadores    | 3 jogadores            | 6    | –     |
| 11          | 2 jogadores    | 2 jogadores            | 5    | –     |
| 13          | 5 jogadores    | 5 jogadores            | 4    | –     |
| 18          | 12 jogadores   | 12 jogadores           | 3    | –     |
| 30          | 12 jogadores   | 12 jogadores           | 2    | –     |
| 42          | 15 jogadores   | 15 jogadores           | 1    | –     |
| Gols contra | Gols contra    | Gols contra            | 3    | –     |